# Adobe Digital Editions
Adobe Digital Editions（略称ADE）は、アドビの電子ブックリーダーソフトウェア。

## 概要
Adobe Digital Editions（略称ADE）は、アドビの電子ブックリーダーソフトウェアプログラムで、電子ブック、デジタル新聞、その他のデジタル出版物の取得、管理、および閲覧に使用される。 このソフトウェアは、PDF、XHTML（非公式のEPUBファイルタイプ仕様による）およびFlashベースのコンテンツをサポートしている。 当初はAdobe Flashを使用して作成され（1.xバージョン）、のちに2008年5月のバージョン1.5以降、複数のデバイス間のドキュメント共有とAdobe IDによるユーザー認証を可能にするデジタル著作権管理 (Digital Rights Management, DRM) の独自のスキームを実装した。 Adobe Digital EditionsはAdobe Acrobat eBook Readerの後継となる。
WindowsおよびMac版のAdobe Digital Editionsは2007年6月19日にリリースされた。初期のバージョンのソフトウェアにはAdobe Flash Player 9.0を必要としたが、Windowsの.Net 3.5に依存するバージョン2.0以降、Flash Playerはサポートされなくなった。 Adobe社は2007年にLinux版のAdobe Digital Editionsの開発を始めたが、これにはベータ版や正式版への更新はなかった。

## デジタル著作権管理
Adobe Digital Editionsは、独自のAdobe Digital Experience Protection Technology (ADEPT) デジタル著作権管理スキームを使用しており、これはiPad や多くのAndroidデバイスを含むいくつかの電子書籍リーダーで実装されているが、Amazon Kindleでは実装されていない。このソフトウェアはコンテンツを最大6台のマシンにロックし、ユーザーはそれぞれのコンテンツを見ることができる。2009年3月、リバースエンジニアリングブログ i♥cabbagesの作者は、自分たちはスキームを破ったとしている。
電子ブックを閲覧するとき、Adobe Digital Editionsはデフォルトで電子ブックをPDFファイルとしてPCのローカルに保存する。 これらのファイルは、他のファイルのように扱えコピーもできるが、Adobe Digital Editions以外では開くことはできない。 Adobe社のウェブサイトには、商標ページと、OverDrive社との互換性がある旨の記述がある以外は、ADEPTに関する情報はほとんどない。

## データ収集に関する懸念
2014年10月6日、Adobe Digital Editionsバージョン4 (ADE4) が、 閲覧書籍およびマシン中の書籍リストなど電子ブックに関する広範な情報を、暗号化せずにAdobe社に送り返していることが報じられた。
ADE4は、開かれた電子ブック、読まれたページ、書籍のタイトル、出版社、様々なメタデータ、ユーザID、読了時間、IPアドレス、順序などさまざまな情報の収集やマシン上の電子ブックのメタデータスキャンを行っていることがわかった。また情報は、非暗号化のHTTPコネクションを通じてプレーンテキストのJSONデータとして送信されており、第三者が容易に読めるものだった。
このような動作はセキュリティ上問題であり、様々なプライバシー法に違反する可能性が指摘された。
これに対してアドビは、これらの行為は使用許諾契約によって正当なものとし、現在読まれていない書籍についてはデータの収集はしていないと回答した。 具体的には
2014年10月に、アドビはアドビ安全な送信（HTTPSを使用）でデータを送信するバージョン4.0.1のソフトウェアをリリースした。